# Ultima Frontiera
Ultima Frontiera est un groupe de street punk italien, originaire de Trieste. Le groupe revendique clairement son appartenance à la musique alternative et au fascisme dans ses musiques. En décembre 2012, le groupe annonce qu'il feront leur ultime concert en mars 2013.

## Discographie
- 2003 : Non ci sono più eroi
- 2006 : Non conforme
- 2008 : Arditi sentieri
- 2010 : Anime armate
- 2019 : Trincee
- 2022 : Hic Sunt Leones